# Zerstörergeschwader 141
141-ша важка винищувальна ескадра (нім. Zerstörergeschwader 141 (ZG 141) — ескадра важких винищувачів Люфтваффе напередодні Другої світової війни. 1 травня 1939 року авіаційні групи ескадри передані на комплектування 1-ї (ZG 1) та 76-ї важких винищувальних ескадр (ZG 76).

## Історія
141-ша важка винищувальна ескадра заснована 1 січня 1939 року на аеродромі поблизу міста Ютербог-Дамм шляхом перейменування 141-ї винищувальної ескадри.
1 травня 1939 року підрозділи 141-ї ескадри переформовані:

### I./ZG 141
- штаб I./ZG 141 переформований на штаб I./ZG 1
- 1./ZG 141 переформована на 1./ZG 1
- 2./ZG 141 переформована на 2./ZG 1
- 3./ZG 141 переформована на 3./ZG 1

### II./ZG 141
Передислокована з Пардубіца у Ольмютц і 
- штаб II./ZG 141 переформований на штаб II./ZG 76
- 4./ZG 141 переформована на 1./ZG 76
- 5./ZG 141 переформована на 2./ZG 76
- 6./ZG 141 переформована на 3./ZG 76

## Командування

### Командири
1-ша важка винищувальна група
- гауптман Йоахім-Фрідріх Гут (нім. Joachim-Friedrich Huth) (1 січня — 1 травня 1939)

2-га важка винищувальна група
- гауптман Гюнтер Райнеке (нім. Günther Reinecke) (1 січня — 1 травня 1939)

## Бойовий склад 141-ї важкої винищувальної ескадри
- Штаб (Stab/ZG 141)
- 1-ша група (I./ZG 141)
- 2-га група (II./ZG 141)